# Rio Arade
De Arade is een rivier in de Algarve, in het zuiden van Portugal. De rivier stroomt door de gemeenten Silves, Lagoa en Portimão en heeft een lengte van 73 km. De rivier ontspringt op 481 m hoogte in de Serra do Caldeirão en mondt uit in de Atlantische Oceaan tussen Portimão en Ferragudo. Nu
Vanaf de Moorse tijd tot in de 19e eeuw was de rivier bevaarbaar tot Silves waar destijds een belangrijke kurkhaven bestond. Tegenwoordig kunnen alleen kleine boten nog zo ver stroomopwaarts komen, mede omdat een tweetal dammen in de rivier zijn aangelegd.